# Wang Jiao
Wang Jiao (20 de gener de 1988), és una lluitadora xinesa de lluita lliure. Va participar en dos Jocs Olímpics. Guanyadora d'una medalla d'or de Pequín 2008 i va aconseguir la 5a posició en Londres 2012 en la categoria de 72 kg. Va competir en quatre campionats mundials. Va obtenir el 5è. lloc en 2005. Va guanyar tres medalles en Campionats Asiàtics, d'or el 2005. Dues vegades va representar al seu país en la Copa del Món, en 2009 classificant-se en la segona posició. Campiona del Món Junior de l'any 2007.